# (113) Амальтея
(113) Амальтея (др.-греч. Ἀμάλθεια) — довольно крупный астероид главного пояса, принадлежащий к светлому спектральному классу S. Предполагается, что породы Амальтеи по составу очень схожи с мантийными породами астероида (4) Веста. Это говорит о том, что Амальтея некогда могла входить в состав мантии Весты, пока не была выбита из неё в результате столкновения с другим астероидом, произошедшим примерно 1 млрд лет назад.

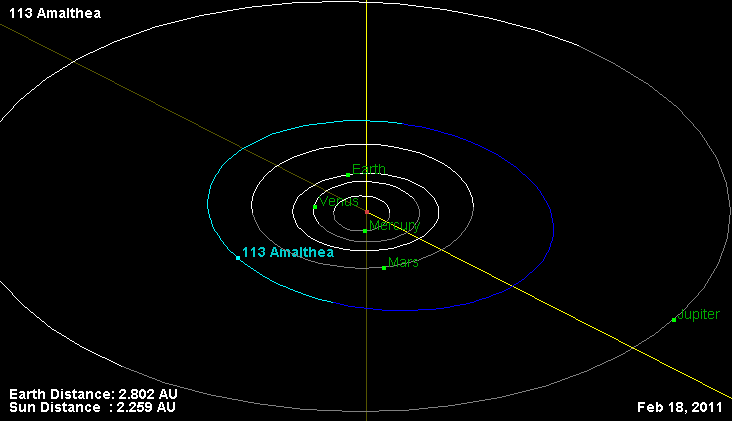
Орбита астероида Амальтея и его положение в Солнечной системе

Он был обнаружен 12 марта 1871 года немецким астрономом Робертом Лютером в Дюссельдорфской обсерватории и назван в честь Амальтеи (согласно древнегреческой мифологии, легендарная коза, вскормившая своим молоком младенца Зевса на острове Крит).
Астрономы-любители, основываясь на наблюдениях, сделанных 14 марта 2017 года во время покрытия Амальтеей звезды 10-й звёздной величины, объявили в июле 2017 года об обнаружении у астероида небольшого естественного спутника. Также они пришли к выводу о том, что сама Амальтея имеет вытянутую форму.
Астероид не следует путать с одноимённым спутником Юпитера.